# 울산비행장
울산비행장(蔚山飛行場)은 일제 강점기 조선 경상남도 울산군 울산읍 삼산리(현 울산광역시 남구 삼산동)에 있었던 비행장이다.

## 역사
일제강점기, 일본은 일본 본토와 조선, 중국 대륙을 연결하는 정기항공노선의 개설을 계획, 비행장과 관계시설 건설을 추진하였다. 조선에는 경성의 여의도가 비행장으로서 정비되었으며, 동해안에 위치한 울산에서도 1928년부터 용지매입이 시작되어, 태화강 남쪽의 논에 남북 600m의 활주로를 건설하였으며, 이후에 동서방향으로도 600m 확장되었다. 운송 수요를 고려하면 이 지역의 비행장은 부산에 건설하는 것이 적절했지만, 부산은 요새지대(부산요새(ja))로 지정되어 민간 비행장을 건설하지 못하기 때문에 해안에 위치하며 부산에서도 가까운 울산이 선택되었다.
1928년 12월 2일 울산비행장이 개항식이 열리고, 평양비행연대의 정찰기 3대가 축하비행을 하였다.
1929년 4월 1일, 일본항공수송(ja)이 운항하는 첫 번째 항공편이 다롄에서 울산에 도착했다. 일본항공수송은 이후 후쿠오카-울산구간을 더해, 도쿄와 다롄을 연결하는 노선으로서 운항하여, 울산비행장은 중간기착지로서 기능하였다. 1930년 7월에는 울산항공무선국이 설치되었다. 1935년에는 울산교가 개설되어 비행장으로의 교통조건이 개선되었다.
하지만 기재의 대형화가 진행됨에 따라 울산비행장의 시설로는 대응하지 못하게 되어, 1937년에 대구비행장이 개설되면서 경상도의 비행장으로서 대구비행장이 이용되었다. 주민들은 이전에 반대했지만 받아들여지지 않고, 울산비행장은 불시착장으로 사용되었다. 이후에 일본육군이 인수하여 연습기용 비행장으로 활용되었다.
한국 전쟁때 미군의 비상용 활주로로 지정되었다. 휴전 후에는 대한민국 국방부가 인수하여 유사시에 대비해 활주로의 일부를 보존하였으나, 울산의 도시화가 진행됨에 따라 1980년대까지 모든 부지를 불하하여 비행장이었던 장소는 주택단지가 되어있다.

## 운항 노선
1929년 취항 당시 일본항공수송이 도쿄(다치카와 육군비행장) ~ 오사카(기즈가와 비행장) ~ 후쿠오카(다치아라이 육군비행장) ~ 울산 ~ 경성(여의도비행장) ~ 평양 ~ 다롄(저우수이쯔) 노선을 운항하였다.
1931년에 하네다 공항의 개항에 따라 도쿄 측의 발착지가 변경되고, 만주국의 만주항공(ja) 이 취항하여 노선망이 확대되었다.
1933년에 신의주비행장이 개항하면서 평양과 다롄 사이에 경유지가 추가되었다.

## 사건 및 사고
- 1935년 10월 19일 울산비행장에 12시 10분에 도착할 예정이었던 다롄발 여객기(승무원 2명, 승객 1명)가 기관 고장으로 울산 앞바다에 불시착, 표류하고있는 것이 발견되었다. 울산비행장에서 구조대가 보내져 승객, 승무원은 전원 구출되었다.[5]
- 1936년 10월 10일 비행순시를 위해 11명을 태우고 다치아라이에서 평양으로 향하던 일본육군의 더글러스기가 발동기 고장으로 울산비행장 인근 논에 불시착하여 기체가 대파되었다.